# Dioses olímpicos

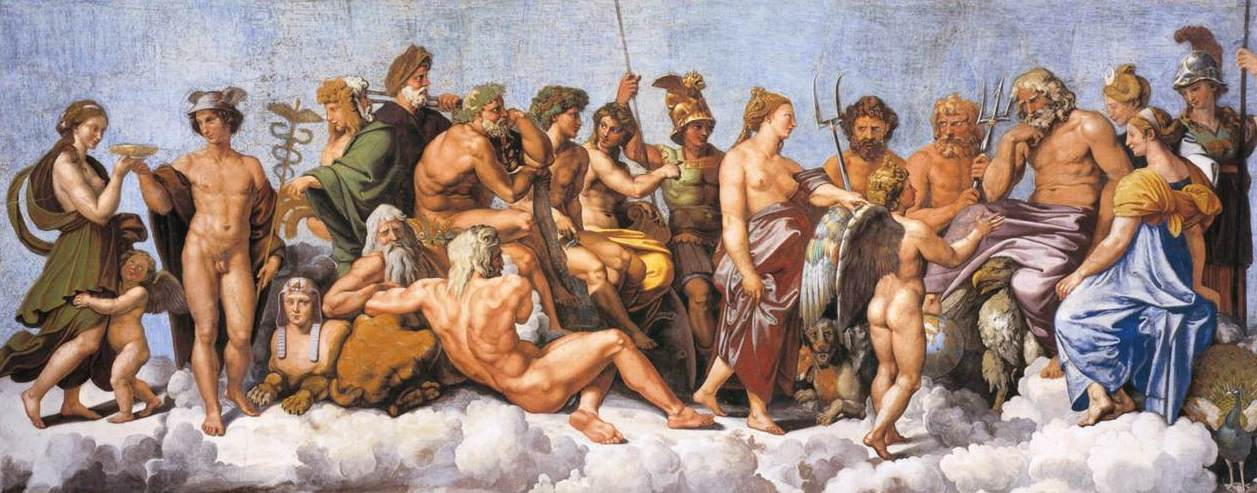
Loggia di Psiche, 1518-19, fresco de Rafael. En imagen, sección del techo donde se representa el concilio de los dioses, principalmente los doce olímpicos, recibiendo a Psique.

En la religión de la antigua Grecia, los doce dioses olímpicos (en griego clásico: Οἱ δώδεκα Θεοί τοῦ Ὀλύμπου; en griego moderno: Οι δώδεκα Θεοί του Ολύμπου; en latín: Duodecim Dei Olympici) eran los principales dioses del panteón griego, que moraban en el monte Olimpo (el más alto de Grecia). A ellos les fueron consagrados tanto templos como festividades cívicas, actividades artísticas y deportivas, siendo considerados los más importantes dentro del amplio conjunto de las deidades de la mitología griega. En sus orígenes, los primeros cultos se remontan aproximadamente hace 5000-6000 años, hacia el 3500 a. C. El culto a las deidades de la antigua Grecia permanece vigente en el helenismo.  
El concepto de «doce dioses» es más antiguo que cualquiera de las primeras fuentes griegas. La palabra «Dios» (gr. Διος) ya era atribuida en aquel entonces a Zeus, mientras que «Theo» (gr. θεο) se refería a los restantes. Hubo, en diferentes épocas, catorce dioses diferentes reconocidos como olímpicos, aunque nunca más de doce a la vez. De este concepto es como se hace referencia a ellos como los doce olímpicos, también conocidos como Dodekatheon (en griego: Δωδεκάθεον< δώδεκα, dōdeka, «doce» + θεοί, theoi, «dioses»).
Como ocurre con otros aspectos y elementos de la mitología, el número e identidad de los dioses que habitaban el monte Olimpo (el llamado «concilio de los dioses») es impreciso de acuerdo con la tradición. Su número más comúnmente aceptado es doce: Zeus, Hera, Poseidón, Afrodita, Ares, Atenea, Hermes, Apolo, Artemisa, Hefesto, Deméter y Hestia.

## Dioses olímpicos
Ya desde la poesía arcaica la denominación de «dios olímpico»  o epíteto «olímpico» significa simplemente «habitante del Olimpo» y por extensión se utiliza especialmente para referirse a Zeus (esto es, Zeus Olímpico). Cuando los tres Cronidas se repartieron el mundo Zeus obtuvo el dominio del cielo en medio del éter y las nubes, Poseidón el del mar espumoso y Hades el del tenebroso inframundo. No obstante la tierra y el alto Olimpo son de dominio común.  Un buen ejemplo de ello es la denominación de las musas, referidas como «dueñas de olímpicas moradas»;  o que «regocijan el corazón de Zeus dentro del Olimpo las musas olímpicas, hijas de Zeus portador de la égida».
Diodoro Sículo nos expresa el origen de la denominación de olímpico. Dice que cuando los gigantes, en Palene, se decidieron a entrar en guerra contra los inmortales, Heracles combatió junto a los dioses y, al dar muerte a muchos de los hijos de Gea, se granjeó la más grande aceptación. Zeus, en efecto, dio el nombre de olímpicos sólo a los dioses que habían combatido a su lado, a fin de que, al ser adornado con el honor de tal nombre, el valiente, por este título, se diferenciara del cobarde. Y, entre los que habían nacido de una mujer mortal, Dioniso y Heracles le parecieron dignos de este tratamiento, no sólo porque eran hijos de Zeus, sino también porque ambos habían decidido realizar grandes beneficios para la vida de los hombres.

## Los doce olímpicos
El concepto de «doce dioses» es un término genérico y oscuro del que no se conoce su origen exacto y que a veces no tiene nada que ver con una cantidad exacta. A este hecho se refiere el neoplatónico Hermias de Alejandría, por ejemplo, y explica simbólicamente que «doce es la suma de todos los dioses del universo». El filósofo añade en su lista de doce olímpicos a Zeus, Hestia, Apolo, Hera, Poseidón, Hermes, Ares, Afrodita, Atenea, Deméter, Artemisa y Hefesto. También añade que Hécate está incluida entre ellos y dice que a Dioniso se lo considera el decimotercero entre los doce dioses.

La primera referencia antigua de sus ceremonias religiosas se encuentra en el Himno homérico a Hermes: «Pero luego Hermes de alegre talante trinchó doce pedazos adjudicados por suerte e hizo de cada uno un honor perfecto».  El culto griego de los doce olímpicos se remonta al siglo VI a. C. en Atenas y probablemente no tiene precedentes en la época micénica. El altar de los doce olímpicos en Atenas se fecha generalmente en el arcontado de Pisístrato el joven, en 522/521 a. C.

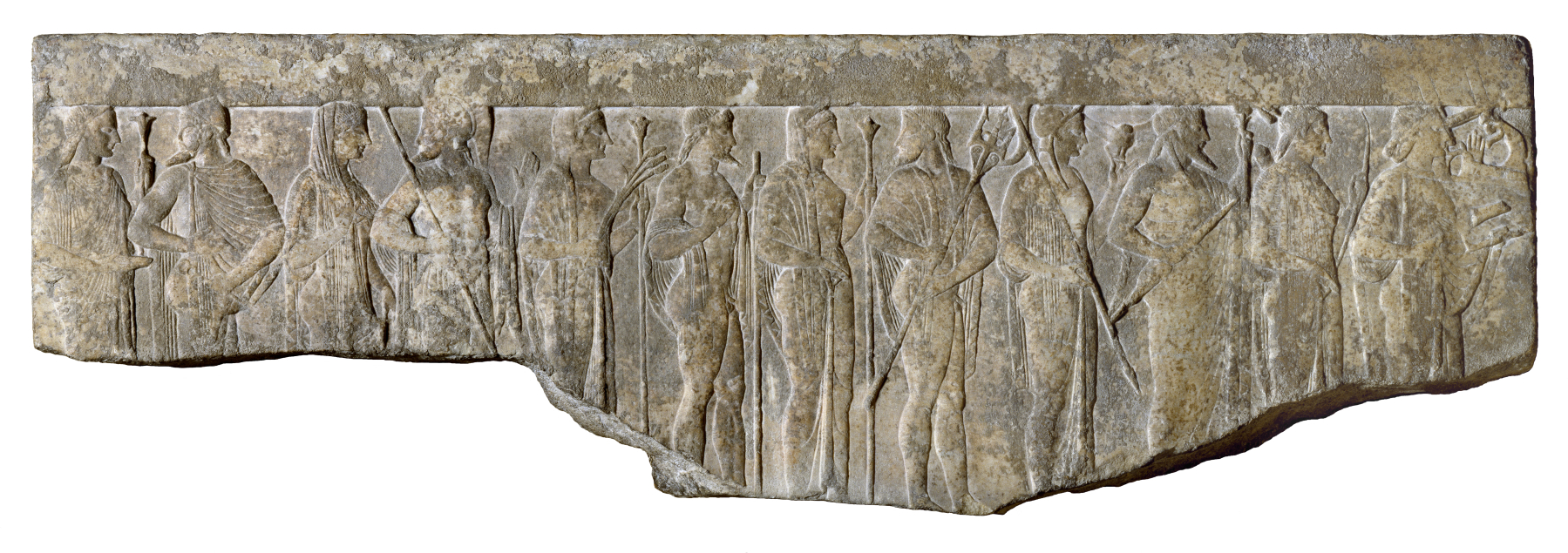
Fragmento de un relieve helenístico (-) representando los doce olímpicos con sus atributos en procesión; de izquierda a derecha, Hestia (cetro), Hermes (casco alado y bastón), Afrodita (velo), Ares (casco y lanza), Deméter (cetro y gavilla de trigo), Hefesto (bastón), Hera (cetro), Poseidón (tridente), Atenea (búho y casco), Zeus (rayo y bastón), Artemisa (arco y carcaj) y Apolo (cítara) (procedente del Walters Art Museum).

Zeus, Hera, Poseidón, Ares, Hermes, Hefesto, Afrodita, Atenea, Apolo y Artemisa son siempre considerados dioses olímpicos. Hestia, Deméter, Dioniso, Hades, Crono, Rea, Asclepio, Leto, Asopo, las Cárites y Heracles, después de ser divinizado, son los dioses variables que completaban la docena. Una creencia espuria dice que Hestia terminó cediendo su puesto a Dioniso. Perséfone pasaba la tercera parte del año en el inframundo (provocando así el invierno) y se le permitía volver al Olimpo durante los restantes ocho meses para que pudiera estar con su madre, Deméter. Y, aunque Hades siempre fue uno de los principales dioses griegos, su morada en el mundo subterráneo de los muertos hacía su relación con los olímpicos más distante. Por esta razón, generalmente no está incluido en esta lista. No tenía un asiento en el panteón ya que pasaba casi todo su tiempo en el inframundo, en el que era el rey. 
En las Leyes de Platón, por ejemplo, se propone que la ciudad ideal tenga doce tribus con los nombres de los doce dioses, pero no se enumeran, salvo que Plutón es aparentemente una de ellas.  En el Fedro, Platón hace a Zeus el jefe de los doce dioses, mientras que «sólo Hestia permanece en las mansiones de los dioses».  De los otros doce dioses el texto solo menciona a Ares, Hera y Apolo.
Herodoro de Heraclea incluyó en su Dodekatheon las deidades siguientes: 
Cuando llegó a Elis, él (Heracles) fundó en Olimpia el santuario de Zeus Olímpico y bautizó el lugar con el nombre del dios. Allí le sacrificó a él y a los otros dioses, erigiendo altares, seis en número, compartidos por los doce dioses: primero el altar de Zeus Olímpico, a quien hizo compartir con Poseidón; segundo el de Hera y Atenea; tercero el de Hermes y Apolo; cuarto el de las Cárites y Dioniso; quinto el de Artemisa y Alfeo; sexto el de Crono y Rea.
Salustio, probablemente siguiendo a Jámblico en sus palabras, divide a los dioses en varias categorías: dioses demiúrgicos (Zeus, Poseidón y Hefesto);  dioses de las almas (Deméter, Hera y Artemisa); dioses de la armonía (Apolo, Afrodita y Hermes); y dioses guardianes (Hestia, Atenea y Ares).
Heródoto también incluye a Heracles como uno de los doce. Luciano también incluye a Heracles y Asclepio como miembros de los doce, sin detallar qué dos tuvieron que ceder su sitio. En Cos, Heracles y Dioniso se añaden a los doce y Ares y Hefesto son olvidados. Sin embargo, Píndaro, Apolodoro y Herodoro de Heraclea discrepan con esto. Para ellos, Heracles no es uno de los doce dioses, sino el que estableció su culto. Hebe, Helios, Eros, Selene y Perséfone son otros importantes dioses y diosas que a veces se incluyen en un grupo de doce. Eros se representa a menudo junto a los otros doce, especialmente junto a su madre Afrodita, pero rara vez es considerado como uno de los olímpicos.
Un escolio ordena los nombres de los doce dioses en cuatro tríadas: «Los doce dioses son estos: (hijos de Cronos:) Zeus, Poseidón y Hades; (hijos de Zeus:) Hermes, Hefesto y Apolo; (hijas de Cronos:) Deméter, Hera y Hestia; (hijas de Zeus:) Artemisa, Afrodita y Atenea».
Aunque no existe ninguna fuente en la mitología clásica que lo respalde, Robert Graves dice que Dioniso sustituyó a Hestia en el consejo de los doce dioses. No obstante en las fuentes que nos ofrece para relatar este episodio no aparece tal información.  En la Hermeneumata Leidensia se incluye a Leto entre los doce dioses, reemplazando a Hefesto.
Finalmente también se conserva, en la Hermeneumata Montepessulana, una lista de doce dioses: Zeus, Hera, Atenea, Afrodita, Apolo, Artemisa, Deméter, Poseidón, Hermes, Betilo, Ares, Cronos, Hefesto, Heracles, Carpóforo y los Curetes. La lista nombra dieciséis deidades, entre ellas deidades oscuras como el fenicio Betilo, el egipcio Carpóforo y un grupo de démones, los Curetes.

## Genealogía

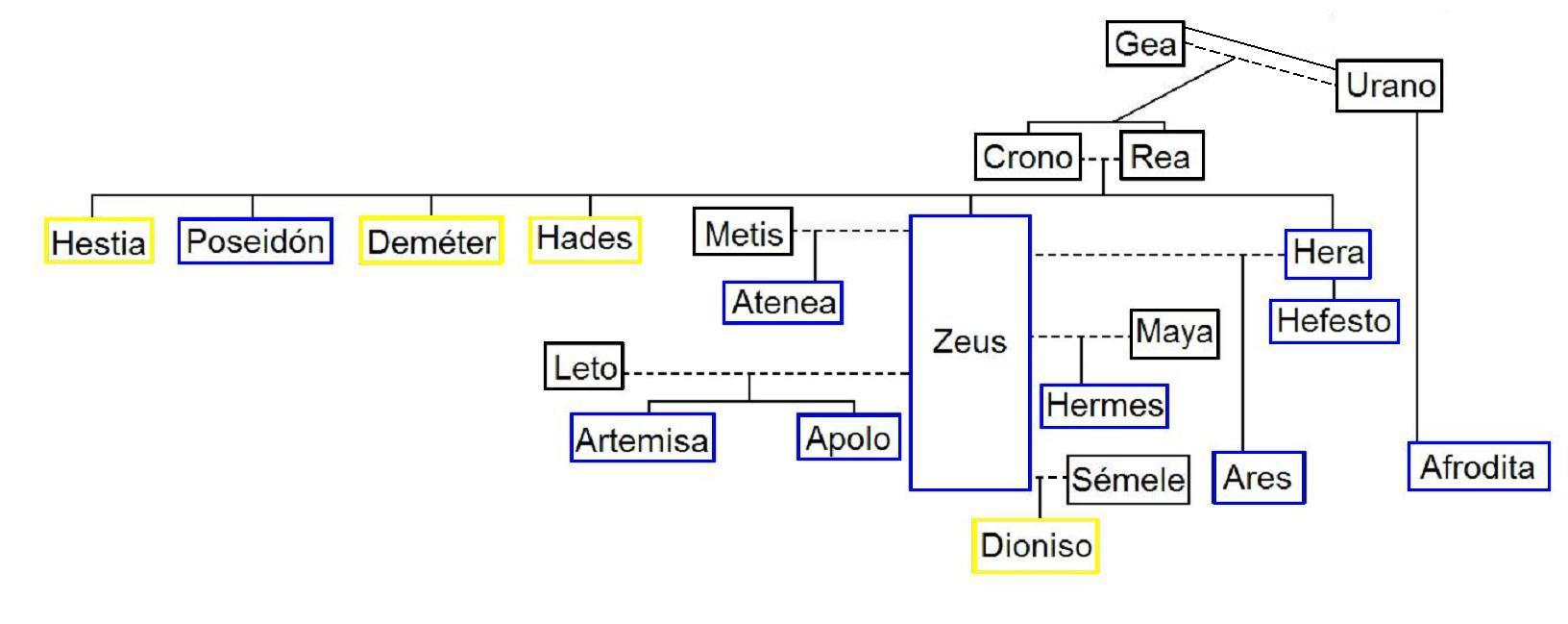
Árbol genealógico de los dioses olímpicos. En los casos de Afrodita, Ares, Dioniso, Atenea, Hefesto y Urano para este gráfico se ha tomado como modelo la versión de la Teogonía de Hesíodo. En azul, los que siempre se consideran olímpicos, en amarillo los variables, y en negro, los demás dioses. La línea continua indica relación padre-hijo y la discontinua la pareja.

Platón unió los doce olímpicos con los doce meses y propuso que el último mes se dedicara a los ritos en honor de Hades y los espíritus de los muertos, lo que implica que consideraba a Hades para ser uno de los doce. Hades es eliminado en las agrupaciones más tarde debido a sus asociaciones ctónicas. En el Fedro, Platón alinea a los doce con el zodiaco y excluiría a Hestia de su rango. De la misma manera Manilio asocia a un dios con cada signo, a saber: Aries con Minerva, Tauro con Venus, Géminis con Apolo, Cáncer con Mercurio, Leo con Júpiter y Cibeles, Virgo con Ceres, Libra con Vulcano, Escorpio con Marte, Sagitario con Diana, Capricornio con Vesta, Acuario con Juno y Piscis con Neptuno.
En la cultura de la antigua Grecia los «dioses del Olimpo» y los «cultos a los doce dioses» eran a menudo conceptos relativamente distintos. Es imposible establecer con precisión un árbol genealógico de los dioses olímpicos. Ello se debe principalmente a que la genealogía es una técnica o ciencia auxiliar de la historia y que por tanto obedece a estructuras del orden de lo humano, de modo que obviamente fracasa en el plano de lo mitológico.
Sin embargo, diversos autores suelen hacer esbozos, más o menos complejos, con fines de organización didáctica del material presentado.

## Listado de los doce olímpicos

### Olímpicos clásicos
Los doce dioses y diosas que figuran entre los doce con más frecuencia.
| Nombre griego | Nombre romano | Imagen | Descripción | Generación                    |
| ------------- | ------------- | ------ | --- | ----------------------------- |
| Zeus          | Júpiter       |        | Rey de los dioses y gobernante del monte Olimpo; dios del cielo y el trueno. Hijo menor de los titanes Crono y Rea. Los símbolos incluyen el rayo, el águila, el roble, el cetro y la balanza. Hermano y marido de Hera, aunque tuvo muchas amantes, tanto diosas como mortales. | Primera                       |
| Hera          | Juno          |        | Reina de los dioses y diosa del matrimonio y la familia. Hija menor de Crono y Rea. Esposa y hermana de Zeus. Los símbolos incluyen el pavo real, la granada, la corona, el cuco, el león y la vaca. Siendo la diosa del matrimonio, con frecuencia trata de vengarse de los amantes de Zeus y sus hijos. | Primera                       |
| Poseidón      | Neptuno       |        | Señor de los mares, los terremotos y los caballos. Los símbolos incluyen el caballo, el toro, el delfín y el tridente. Medio hijo de Crono y Rea. Hermano de Zeus y Hades. Casado con la nereida Anfítrite, aunque, como la mayor parte de dioses masculinos griegos, tuvo amantes de ambos sexos. | Primera                       |
| Apolo         | Apolo         |        | Dios de la música y las bellas artes, de la luz, el sol, la medicina, la belleza, el conocimiento, la poesía, la profecía y el tiro con arco. Los símbolos incluyen el sol, la lira, el arco y la flecha, el cuervo, el delfín, el lobo, el cisne y el ratón. Hijo menor de Zeus y Leto.Hermano gemelo de Artemisa. Líder de las musas inspiradoras. Tuvo muchas amantes, tanto diosas como mortales, y una extensa lista de hijos. | Segunda                       |
| Atenea        | Minerva       |        | Virgen diosa de la sabiduría, la artesanía, la defensa y la guerra estratégica. Los símbolos incluyen la lechuza y el olivo. Hija de Zeus y de la oceánide Metis, surgida de la cabeza de su padre totalmente adulta y con armadura de combate completa después de que este se hubiera tragado a su madre. | Segunda                       |
| Afrodita      | Venus         |        | Diosa del amor, la belleza y el deseo. Los símbolos incluyen la paloma, el pájaro, la manzana, la abeja, el cisne, el mirto y la rosa. Su nombre proviene del griego αφρο 'afro', surgida de la espuma del mar después de que la sangre de Urano goteara sobre la tierra y el mar tras ser castrado por su hijo Crono. En otros mitos se la señala como hija de Zeus y de la oceánide Dione. Casada con Hefesto, aunque tuvo muchas relaciones con sus amantes, en especial con Ares (de quien tuvo ocho hijos, entre ellos Eros). Su nombre nos dio la palabra «afrodisíaco»., y de su equivalente en romano antiguo (Venere), provienen venerar y venérea. | Generación titánica o Segunda |
| Ares          | Marte         |        | Dios de la guerra, la fuerza, la virilidad masculina, y el derramamiento de sangre. Protector del olimpo y de los ejércitos. Los símbolos son la lanza y el escudo. También los son la antorcha, el jabalí, la serpiente, el perro, el buitre. Hijo de Zeus y Hera, amante preferido de Afrodita, su aliada en la guerra y sanadora. Su nombre romano Marte, nos dio la palabra marcial, martes (día de la semana) y el mes de marzo. | Segunda                       |
| Dioniso       | Baco o Liber  |        | Dios del vino, las celebraciones y el éxtasis. Dios patrón del arte del teatro. Los símbolos incluyen la vid, la hiedra, la copa, el tigre, la pantera, el leopardo, el delfín y la cabra. Hijo de Zeus y de la mortal princesa de Tebas Sémele. Casado con la princesa cretense Ariadna. El olímpico más joven, así como el único nacido de una mujer mortal. | Segunda                       |
| Hermes        | Mercurio      |        | Mensajero de los dioses; dios del comercio y la retórica. Los símbolos incluyen el caduceo (vara entrelazada con dos serpientes), las sandalias y el casco alados, la cigüeña y la tortuga (cuyo caparazón usó para inventar la lira). Hijo de Zeus y la ninfa Maia. El segundo olímpico más joven, apenas mayor que Dioniso. Se casó con Dríope, hija del rey Dríope, y su hijo Pan se convirtió en el dios de la naturaleza, el señor de los sátiros, el inventor de la flauta y el compañero de Dioniso. | Segunda                       |
| Artemisa      | Diana         |        | Diosa virgen de la caza, la virginidad, el parto, el tiro con arco y todos los animales. Los símbolos incluyen la luna, el ciervo, el perro de caza, la osa, la serpiente, el ciprés y el arco y la flecha. Hermana gemela de Apolo. Hija mayor de Zeus y Leto. | Segunda                       |
| Hefesto       | Vulcano       |        | Maestro herrero y artesano de los dioses; dios del fuego y la forja. Los símbolos incluyen el fuego, el yunque, el hacha, el burro, el martillo, las tenazas y la codorniz. Hijo de Hera, con Zeus o sin él. Después de que él naciera, sus padres le arrojaron fuera del monte Olimpo, aterrizando en la isla de Lemnos. Casado con Afrodita, aunque a diferencia de la mayoría de los maridos divinos, raramente fue licencioso. Su nombre latino, Vulcano, nos dio la palabra «volcán». | Segunda                       |
| Deméter       | Ceres         |        | Diosa de la fertilidad, la agricultura, la naturaleza y las estaciones del año. Los símbolos incluyen la amapola, el trigo, la antorcha y el cerdo. Medio hija de Crono y Rea. Su nombre latino, Ceres, nos dio la palabra «cereal». | Primera                       |

Notas
1. ↑  Los romanos también asociaron Febo con Helios y el sol.[31][32] Sin embargo, también usaron el nombre legado por los griegos, Apolo.[33]
2. ↑  De acuerdo a una versión alternativa de su nacimiento, Afrodita nació de Urano, abuelo de Zeus, - después de que Crono lanzara sus genitales castrados al mar. Esto apoya la etimología de su nombre, "nacida de la espuma". Como tal, Afrodita pertenecería a la misma generación que Crono, padre de Zeus, y técnicamente sería la tía de Zeus. Ver el nacimiento de Afrodita.

### Olímpicos variables
Los siguientes dioses y diosas aparecen a veces mencionados entre los doce olímpicos.
| Nombre griego | Nombre romano             | Imagen | Descripción | Generación           |
| ------------- | ------------------------- | ------ | --- | -------------------- |
| Hades         | Plutón o Dis Pater u Orco |        | Dios del inframundo, de los muertos y las riquezas de la tierra («Pluto» se traduce como «el rico»), nació en la primera generación olímpica, pero debido a que vive en el inframundo en vez de en el monte Olimpo, suele no ser incluido entre los doce olímpicos. Robó a Perséfone de la Tierra y la convirtió en su esposa en el inframundo, de donde la dejaba salir cada seis meses para reunirse con su madre. | Primera              |
| Hestia        | Vesta                     |        | Diosa del hogar, la doméstica y la familia. Nació en la primera generación olímpica y formó parte de los doce olímpicos, pero los relatos sugieren que cuando Dioniso llegó al monte Olimpo ella le cedió su lugar en los doce para evitar discordias. Se dice que cuando los olímpicos se dirigían a la guerra, la que respaldaba el Olimpo era Hestia. Ella era la única que no iba a la guerra. | Primera              |
| Asclepio      | Esculapio                 |        | El dios de la medicina y la curación. Hijo de Apolo. Representa el aspecto curativo de las artes médicas, enseñadas por su padre; sus hijas son Yaso («medicina»), Panacea («remedio»), Higía («higiene»), Aceso («curación») y Aglaya («brillo saludable»). | Tercera              |
| Eros          | Cupido                    |        | El dios del amor sexual y la belleza. También era venerado como una deidad de la fertilidad, hijo de Afrodita y Ares. Se le representaba a menudo portando una lira o un arco y una flecha. Es a menudo acompañado por delfines, rosas y antorchas. Casado con la mortal Psique. | Primordial o Tercera |
| Hebe          | Juventas                  |        | Hija de Zeus y Hera. Hebe era la escanciadora (encargada de servir la bebida) de los dioses y diosas del monte Olimpo, sirviendo su néctar y ambrosía, hasta que se casó con Heracles. | Segunda              |
| Heracles      | Hércules                  |        | Un héroe divino (semidiós), hijo de Zeus y Alcmena, hijo adoptivo de Anfitrión y bisnieto (y hermanastro) de Perseo (Περσεύς). Fue el más grande de los héroes griegos, un parangón de la masculinidad y un campeón de la orden olímpica contra los monstruos ctónicos. Cuando tuvo lugar su muerte, su parte divina subió al Olimpo, convirtiéndose en un dios. | Segunda              |
| Pan           | Fauno o Silvano           |        | El dios de las estepas, los pastores y los rebaños, de las montañas salvajes, la caza y la música rústica, así como el compañero de las ninfas. | Tercera              |
| Perséfone     | Proserpina                |        | Hija de Deméter y Zeus. Diosa de la primavera. Fue secuestrada por Hades, quien la llevó al inframundo. Perséfone se convirtió en reina del inframundo. Deméter, diosa de los cultivos, maldijo la tierra y no permitió que diera frutos. Los hombres, hambrientos, se quejaron con Zeus y este ordenó a Hades que devolviera a su hija. Pero Perséfone había comido fruta del inframundo y no podía quedar del todo libre. Zeus y Hades llegaron a un acuerdo permitiendo a Perséfone salir del inframundo y reunirse con su madre durante seis meses al año en los que Deméter se alegraba y hacía florecer los cultivos (primavera/verano). Cuando Perséfone volvía al inframundo, Deméter se deprimía y los árboles perdían sus hojas (otoño/invierno). | Segunda              |

### Próximos a los olímpicos
Los siguientes dioses, diosas y semidioses no se contaron por lo general como olímpicos, a pesar de que tenían estrechos vínculos con ellos, y también se les rendía culto.
- Anemoi – Los dioses del viento formados por Bóreas (norte), Noto (sur), Céfiro (oeste) y Euro (este).
- Anfítrite – Reina del Mar, esposa de Poseidón.
- Aura – Diosa de las brisas y del aire fresco.
- Bía – Personificación de la violencia.
- Cárites – Diosas de la belleza y asistentes de Afrodita y Hera.
- Circe – Diosa menor de la magia, no se debe confundir con Hécate.
- Cratos – Personificación de la fuerza y el poder. Hermano de Zelo, Deimos (por madre mortal), Bia y Niké
- Deimos – Dios del terror, hermano de Fobos.
- Dione – Oceánide, madre de Afrodita por Zeus, en la versión de Homero.
- Enio – Una antigua diosa de la guerra, compañera de Ares.
- Eolo – Rey de los vientos, guardián de los Anemoi, maestro de los vientos estacionales.
- Eos – Personificación de la aurora.
- Eris – Diosa de la discordia.
- Estigia – Diosa del río Estigia, el río donde los dioses hacen juramento.
- Fobos – Dios del miedo, el hermano de Deimos.
- Ganimedes – Copero del palacio de los dioses en el Olimpo.
- Harmonía – Diosa de la concordia y la armonía, lo contrario de Eris, hija de Afrodita.
- Hécate – Diosa asociada con la magia, las brujas y los cruces de caminos.
- Helios – Titán; personificación del sol.
- Hipnos – Dios del sueño, padre de Morfeo e hijo de Nix.
- Horas – Vigilantes del Olimpo.
- Ilitía – Diosa de los partos, hija de Hera y Zeus.
- Iris – Diosa y personificación del arco iris, también mensajera del Olimpo junto con Hermes.
- Leto – Titánide; madre de Apolo y Artemisa.
- Moiras – Diosas del destino y la fatalidad, más poderosas que Zeus.
- Momo – Dios de la sátira, burlas, sátiras y poetas.
- Morfeo – Dios de los sueños.
- Musas – Nueve mujeres de la ciencia y las artes.
- Némesis – Diosa griega de la retribución, el equilibrio o balance, y la venganza.
- Niké – Diosa de la victoria.
- Nix – Diosa de la noche.
- Peón – Médico de los dioses.
- Perseo – Es un semidiós hijo de Zeus, asesino de Medusa, esposo de Andrómeda, el legendario fundador de Micenas y la dinastía de las Perseidas.
- Selene – Titánide, personificación de la Luna.
- Tánatos – Dios de la muerte.
- Teseo – Hijo de Poseidón, primer héroe de Atenas y asesino del Minotauro.
- Tique – Diosa de la suerte.
- Tritón – Mensajero de los mares, hijo de Poseidón y Anfítrite. Porta una concha de caracol retorcida.
- Zelo – Personificación de la emulación.

## Culto en la actualidad
En la actualidad existe la religión Helénica, oficialmente reconocida en Grecia desde el año 2017, que tras décadas de puja ante el cristianismo ortodoxo, logró, mediante vías legales, obtener el reconocimiento legal. Con sede principal en Grecia, el helenismo se extiende también a Europa y América. El término 'helenismo' se aplica tanto a los helenistas de la actualidad como a la religión y cultura de la Antigua Grecia. El Consejo Superior Nacional de los Helenos (YSEE, Ύπατο Συμβούλιο των Ελλήνων Εθνικών), es la primera organización que lidera el renacimiento del politeísmo griego, se refiere a esta religión como helenismo auténtico. Politeísmo helénico, religión helénica, dodecateísmo y olimpianismo también son términos empleados por las diferentes asociaciones griegas.
El término helénico (en latín Hellenĭcus, en griego antiguo ῾Ελληνικός) tiene su origen en Hellás (Ἑλλάς), el nombre que dieron los griegos a su tierra. La palabra griega Δωδεκαθεϊσμός ('dodekatheïsmós') es un compuesto de los términos Δωδεκα ('doce') y θεϊσμός ('teismos', dioses).

Los líderes del helenismo griego estimaron en 2005 que había cerca de 2000 miembros honoríficos de la tradición helénica en Grecia, y más de 100 000 seguidores de diversos países involucrados en el movimiento.

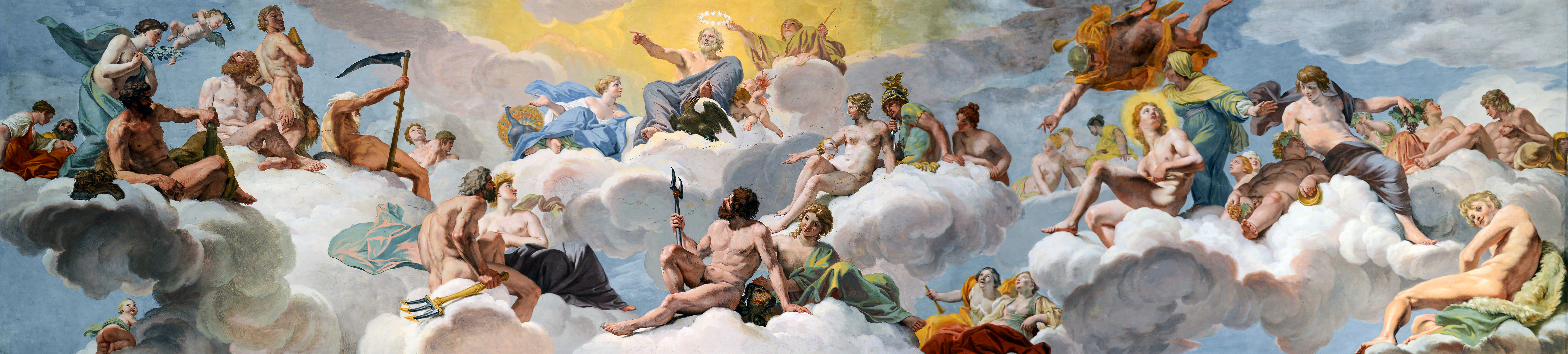
El Concilio de los Dioses.

## Teoría de la generación del mito

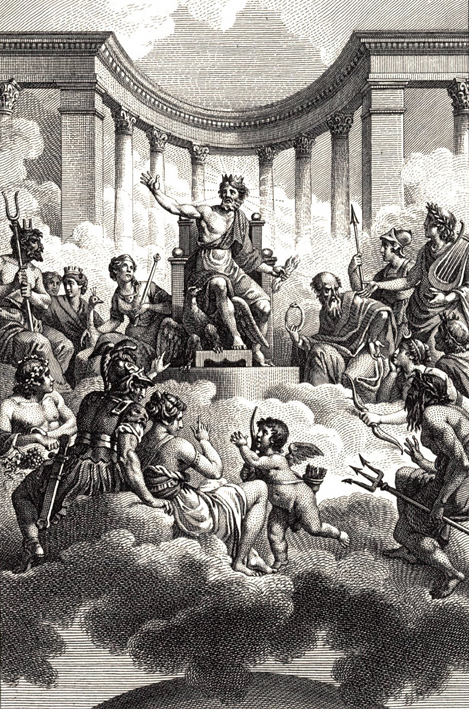
Dioses olimpicos.

Si bien en Roma existía una religión politeísta originaria y campesina, a partir del siglo V a. C. comenzó la «importación» de las deidades griegas, fundamentalmente a través de los etruscos.
En el siglo III a. C. el poeta Quinto Ennio estableció en sus escritos una equivalencia de doce dioses, seis femeninos y seis masculinos: Júpiter (Zeus); Juno (Hera); Minerva (Atenea); Vesta (Hestia); Ceres (Deméter); Diana (Artemisa); Venus (Afrodita); Marte (Ares); Mercurio (Hermes); Neptuno (Poseidón); Vulcano (Hefesto) y Febo (Apolo).
Aunque solo queden fragmentos recopilados de la obra de Ennio, su importancia continúa siendo crucial para los estudiosos de la generación mitológica, debido a la traducción al latín que Quinto Ennio hiciera de la obra de Evémero de Mesene. Esta traducción tiene relevancia no sólo por el establecimiento de los doce dioses equivalentes, sino principalmente porque permitió una amplia divulgación entre los romanos de una postura teológica diferente, según la cual los dioses del Olimpo no habrían sido ni personajes míticos, ni fuerzas sobrenaturales que influían en la vida de los hombres, sino militares, grandes descubridores y hombres de estado de épocas pasadas a quienes, tras su muerte, se les recordaría de esta manera particular y fuera de lo común.
Esta suerte de «humanización de los dioses» o historicista de la mitología se conoció como «evemerismo». Se sostiene que la versión e intención original de Evémero no es la de una crítica racionalista del mito, sino más bien una crítica motivada políticamente. Su postura fue más tarde fuertemente criticada por Calímaco y no llegó a tener gran influencia en Grecia. Sin embargo, con su traducción, Ennio logró una amplia difusión de estas ideas como una nueva posición teológica entre los romanos. Más tarde, la teoría tiene acogida entre los cristianos fundadores de la iglesia, debido a su potencia explicativa de los mitos desde un núcleo racional, mostrándolos como fábulas, alegorías y representaciones que tenían un trasfondo histórico, un asunto relevante para la imposición temprana de las religiones monoteístas.